# رونجيس
رونجيس (بالفرنسية: Rungis) هي بلدية في الضاحية الجنوبية لباريس، في اقليم فال دو مارن.

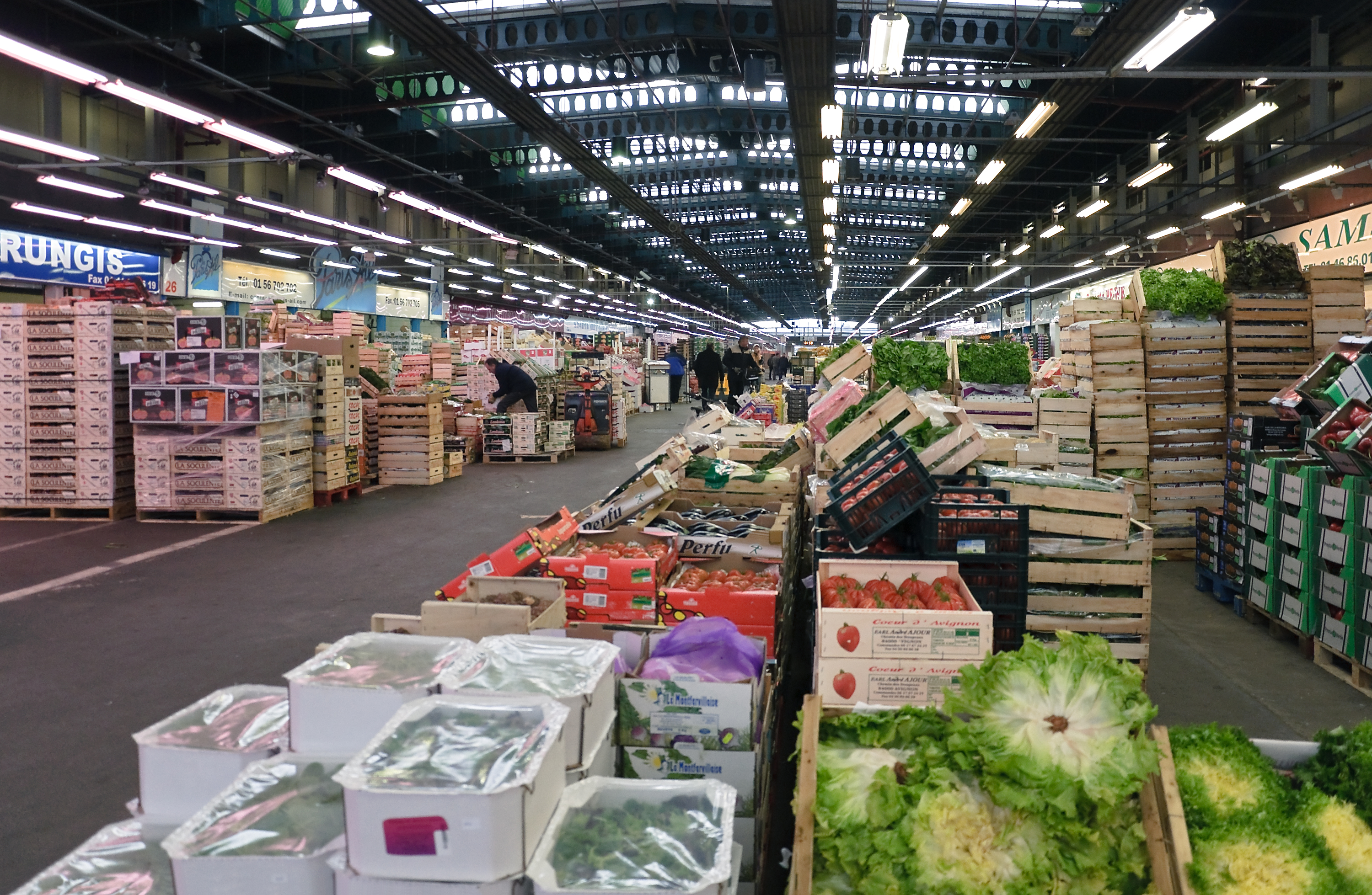
في سوق رونجيس الدولي

## روابط خارجية
- الموقع الرسمي لمجلس مدينة رونجيس